# Delfim Moreira (Minas Gerais)
Pour les articles homonymes, voir Moreira.
Delfim Moreira est une municipalité brésilienne de l'État du Minas Gerais et la Microrégion d'Itajubá.